# 古代山城

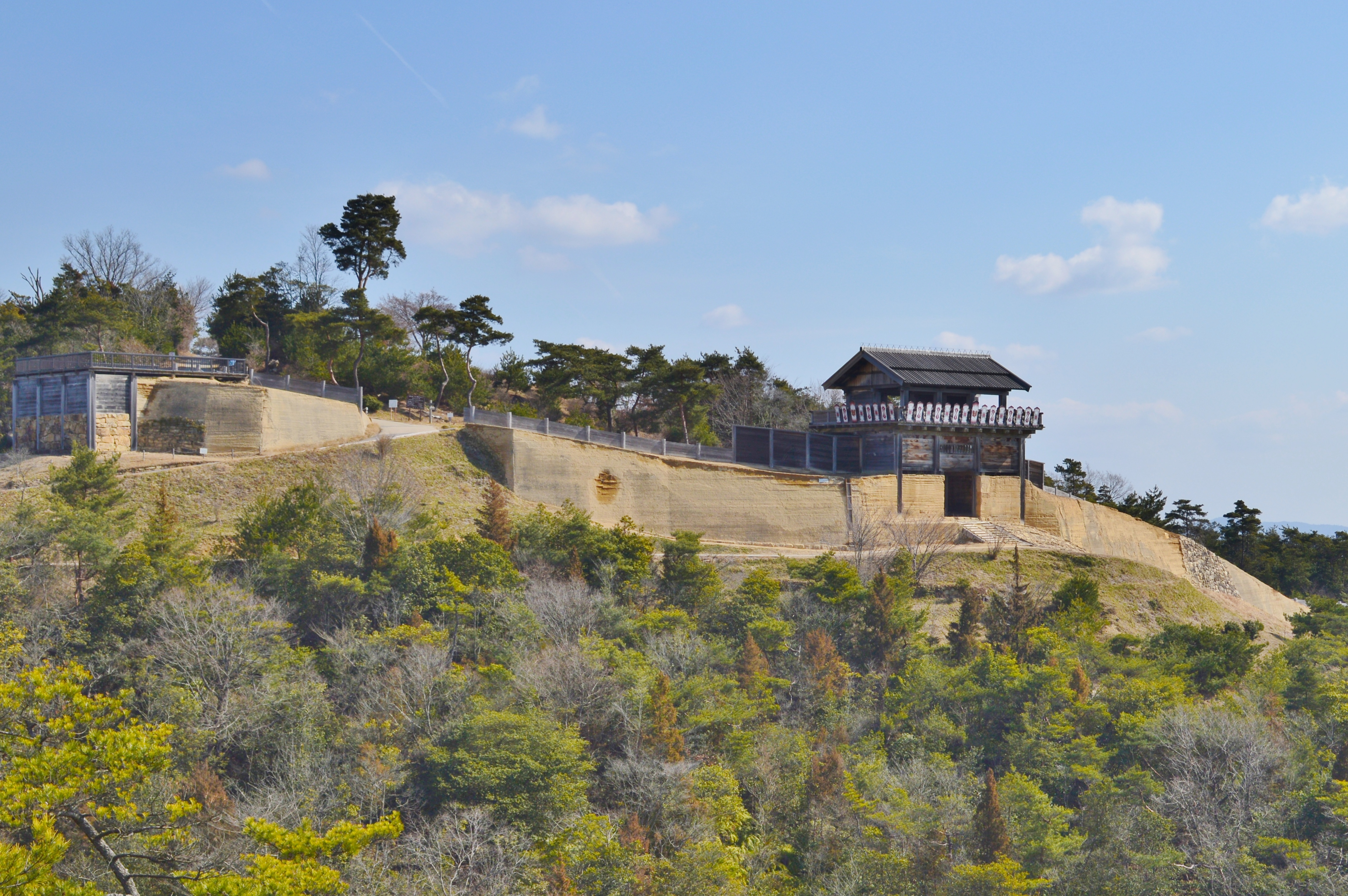
鬼ノ城跡（岡山県総社市）城門・城壁（いずれも復元）が山上に立地する。

| 大宰府 · ｜ 朝倉宮?                                                                              | 近江大津宮大宰府 |
| 古代山城の分布 左：九州本土部分、右：九州本土を除く日本列島 緑色：史書記載城、青色：史書非記載城 |                  |

古代山城（こだいさんじょう）は、古代日本の山城。九州地方北部から瀬戸内地方・近畿地方にかけて分布する。
従来に「朝鮮式山城（ちょうせんしきやまじろ）」・「神籠石（こうごいし）」と呼び分けられてきた2種類の遺跡群の総称として、近年使用される考古学用語である。

## 概要
飛鳥時代から奈良時代頃に、対朝鮮・中国の情勢に応じて西日本各地の山に築造された防衛施設の総称である。従来、文献に見える山城は「朝鮮式山城（ちょうせんしきやまじろ（さんじょう）、天智紀山城）」、見えない山城は「神籠石系山城（こうごいしけいやまじろ（さんじょう）、神籠石式山城）」と呼び分けられてきたが、近年の発掘調査により両者の違いが必ずしも明確でなくなりつつあり、これらをして「古代山城」と総称される傾向にある。
文献に見える城は12ヶ所（狭義の朝鮮式山城11ヶ所と中国式山城1ヶ所）、見えない城は17ヶ所（神籠石系山城）があり、合計29ヶ所を数える。これらは基本的に山1つを防御施設としたもので、山の頂上付近を土塁・石塁で区画しており、大規模なものでは区画の外郭線が数キロメートルに及ぶ。これらの山城は古代に役目を終え、一部の城跡では中世に山城や寺社などが設置され現在に至っている。

## 分類

### 狭義の朝鮮式山城

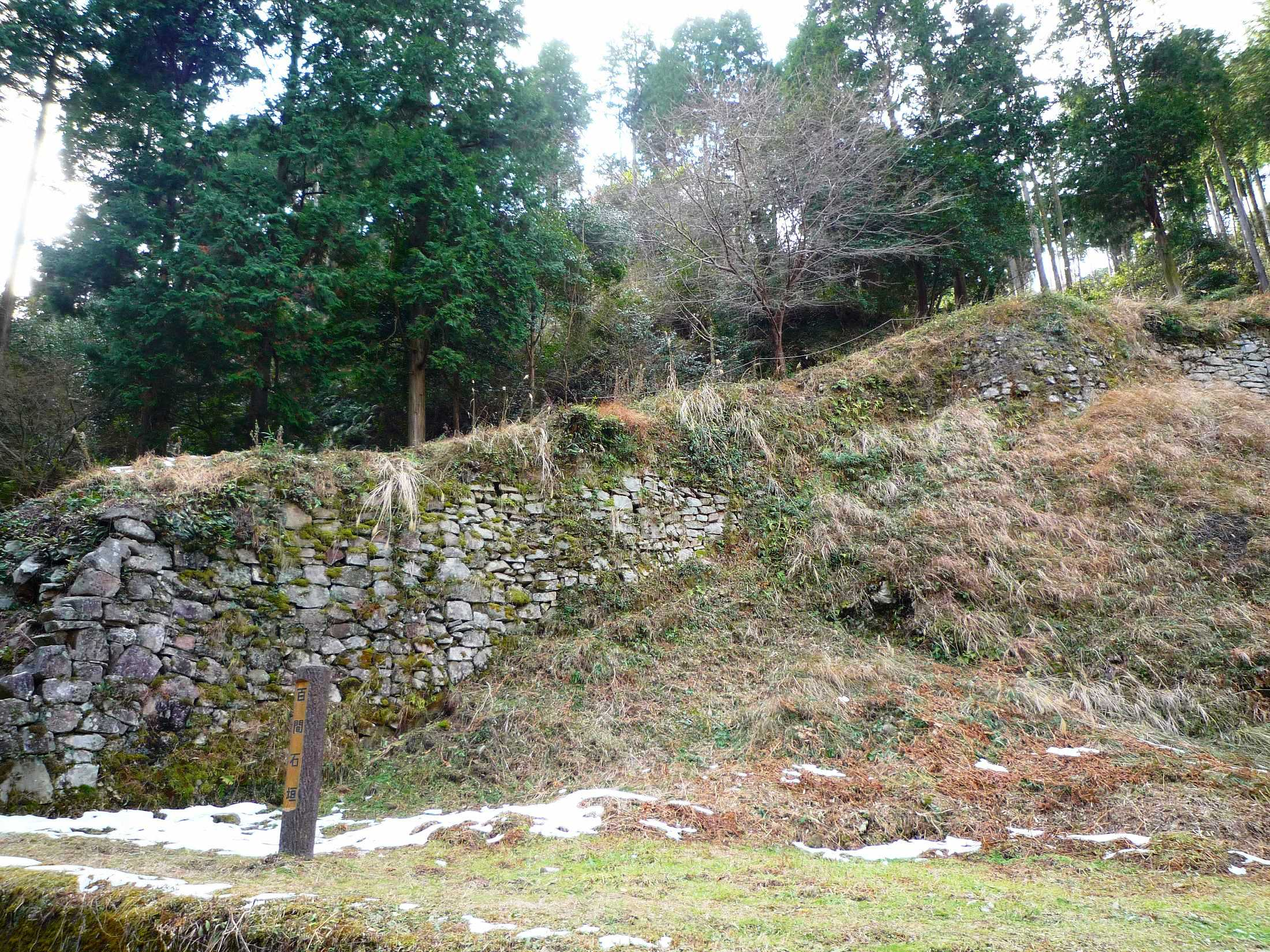
大野城跡
（福岡県太宰府市ほか）

「朝鮮式山城」の名称は、天智天皇2年（663年）8月の白村江の戦いでの倭軍敗北後に、これらの城が百済将軍の指導の下で築城されたことに基づく。『日本書紀』では、天智天皇4年（665年）8月に百済将軍の答㶱春初が長門に城を、憶礼福留・四比福夫らが筑紫に大野城・椽城を築城したと見える。近江大津宮遷都や水城築城と同様に、唐・新羅からの侵攻を意識した施設であった。
文献では高安城・茨城・常城・長門城・屋嶋城・大野城・基肄城（椽城）・鞠智城・金田城・三野城・稲積城の計11ヶ所が記され、これらが狭義の朝鮮式山城とされているが、うち長門・茨・常・三野・稲積の5ヶ所は所在地が明らかでない。所在地が明らかな城では、遺構として石塁・土塁・建物跡などが見られる。

### 中国式山城

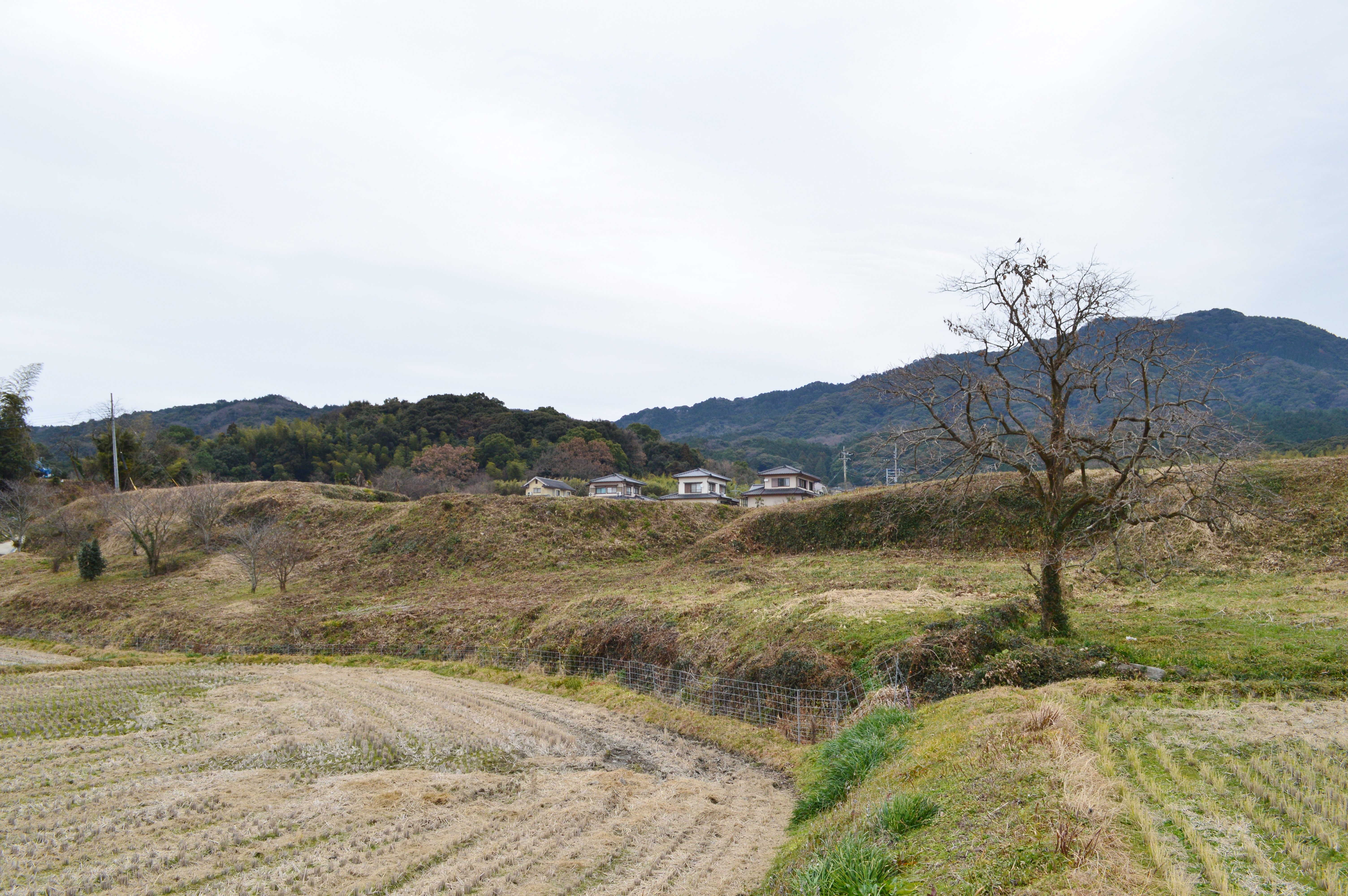
怡土城跡（福岡県糸島市）

「中国式山城」または「大陸系山城」の名称は、文献に見えるも朝鮮式山城には属さない怡土城（福岡県糸島市）を指す。築城時期は朝鮮式山城（7世紀後半頃）から下る8世紀中頃で、その背景としては唐の安禄山の乱の影響に備えたとする説や、藤原仲麻呂による新羅征討計画の拠点とする説などがある。ただし、後者の新羅征討計画は実行に移されることはなかった。この怡土城の築城では、吉備真備が入唐時の知識を活かしたと見られている。遺構としては土塁・望楼跡・城門跡などが見られる。
朝鮮式山城が攻撃相手に城内を見せない構造を採るのに対して、怡土城では山の斜面にたすき状に築き城内を見通される構造を採るなどの特徴があり、攻撃的性格の強い城とされる。

### 神籠石系山城

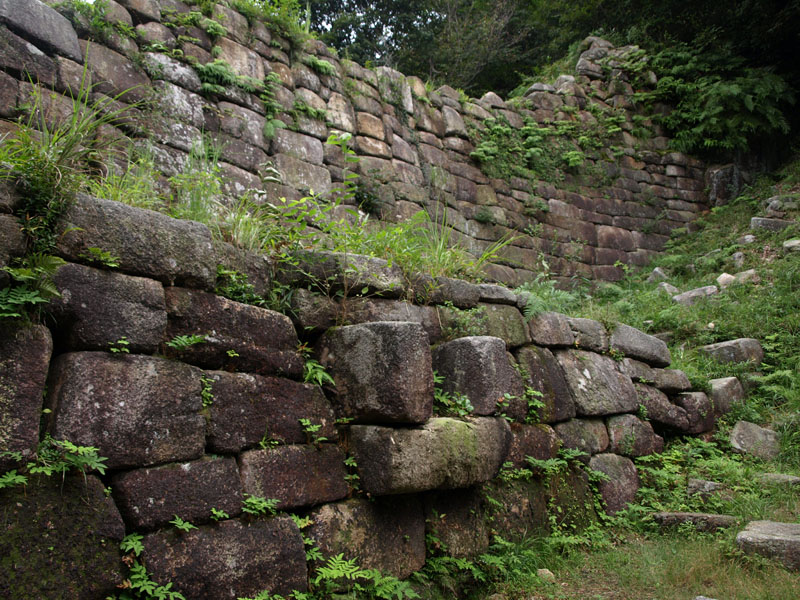
御所ヶ谷城跡
（福岡県行橋市ほか）

「神籠石系山城」の名称は、初めて発見された高良山の遺跡の呼称に由来する。その後各地で高良山に似た列石や石塁の遺構が見つかり、これらを巡り霊域説・山城説に分かれて議論（神籠石論争）が展開されたが、現在では山城跡が定説となっている。百済の技術を基にした山城と見られる点では、この神籠石系山城も「広義の朝鮮式山城」の範疇に入る。現在見つかっているものは17ヶ所。遺構の特徴としては、切石を並べた列石を土塁の土留め石とする点や、列石区画の内側には特に建物跡が見られないという点が挙げられる。
これらの山城では年代を示す遺物の出土が少ないため、その存続年代が明らかでない。上記の朝鮮式山城と同様の7世紀後半頃と推測する説などがあるが定かではなく、朝鮮式山城・神籠石系山城の年代の前後関係が注目されている（詳細は「神籠石」を参照）。なお、文献に記載が無いという性格上から山中の踏査によって発見されることが多く、1967年（昭和42年）の杷木城、1977年（昭和52年）の永納山城、1987年（昭和62年）の播磨城山城、1998年（平成10年）の唐原山城、1999年（平成11年）の阿志岐山城、2019年（平成31年）の長者山城と近年も神籠石系山城の発見が相次いでいる。

## 一覧

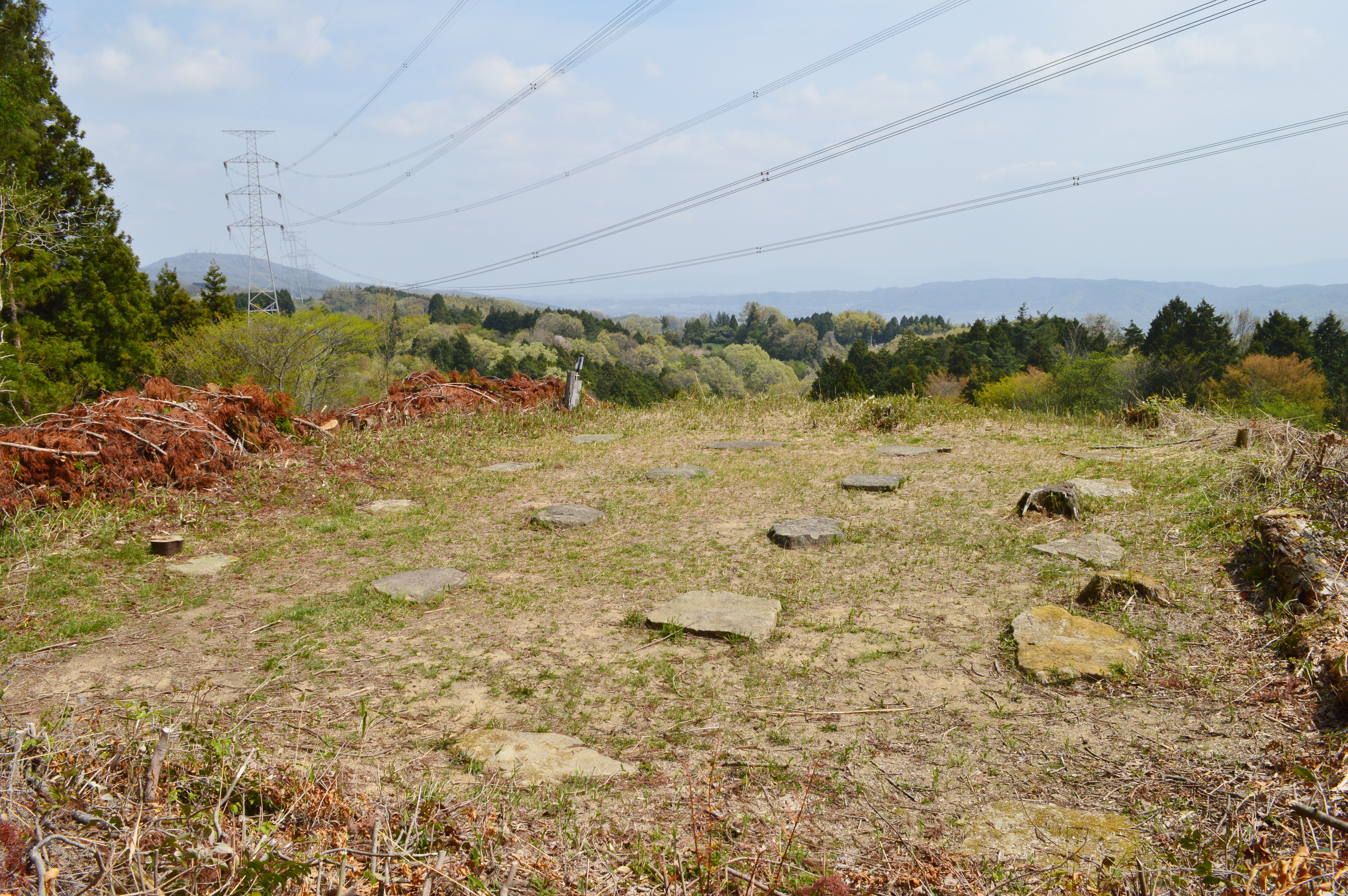
高安城跡
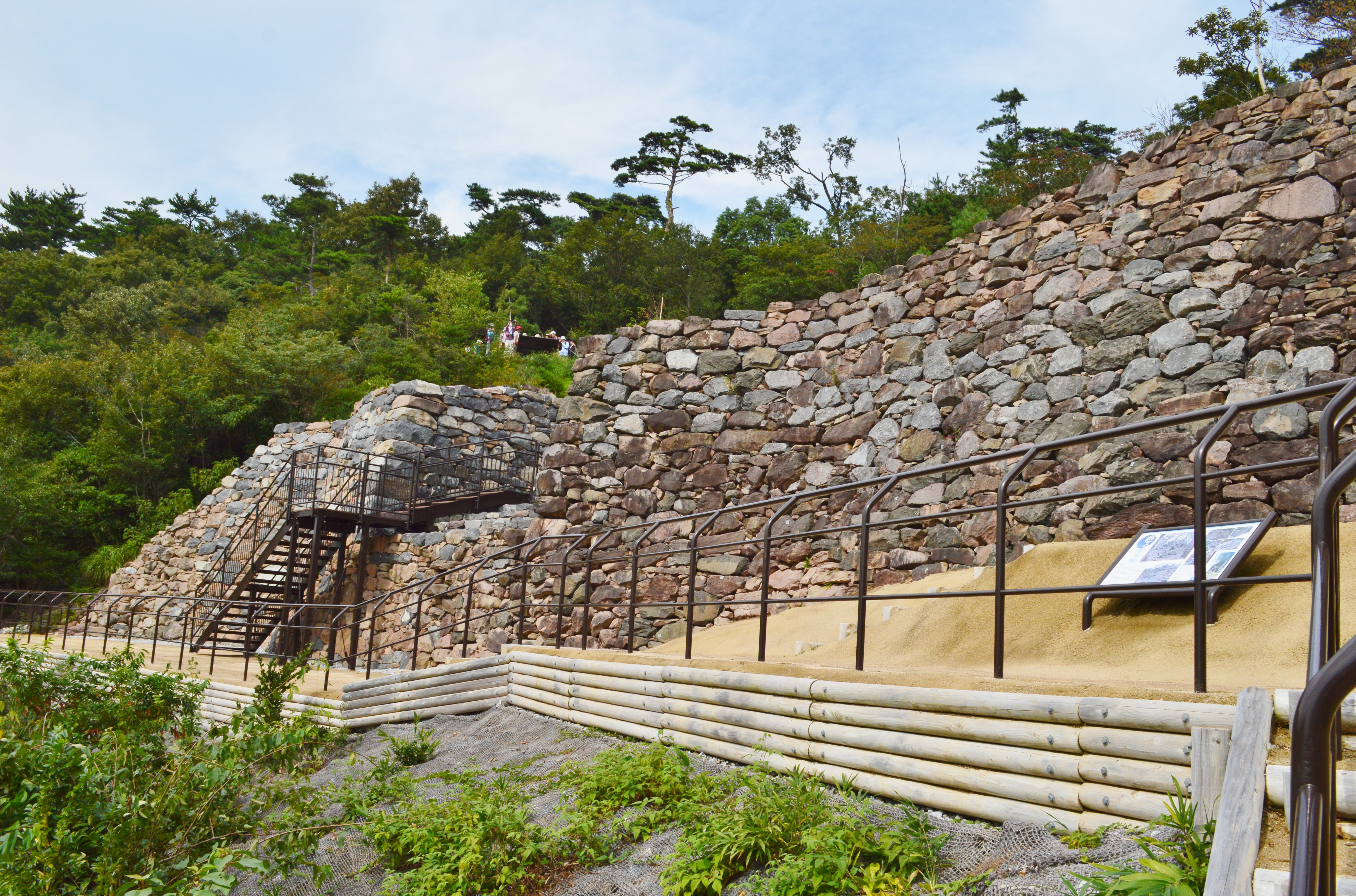
屋嶋城跡
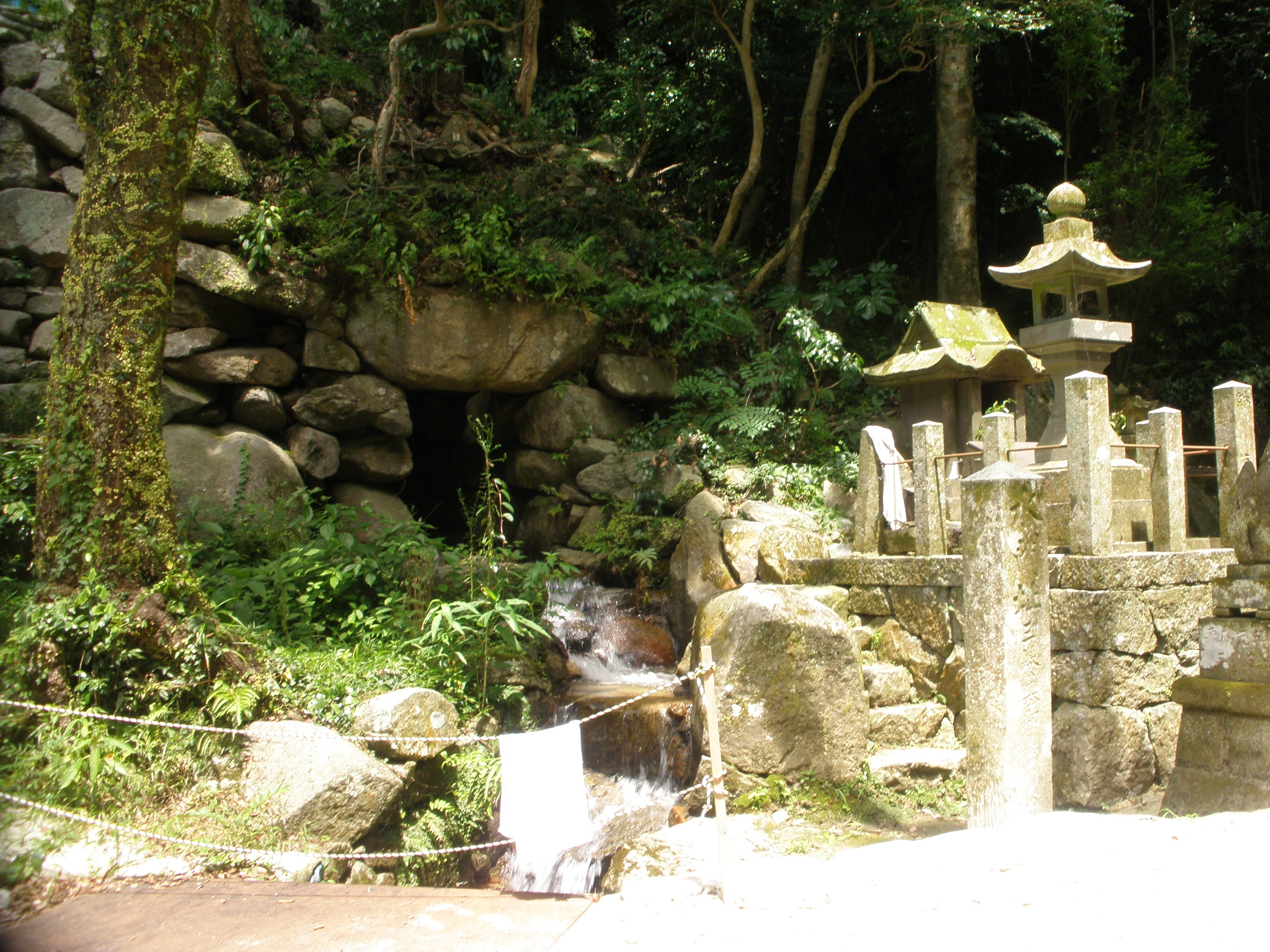
基肄城跡
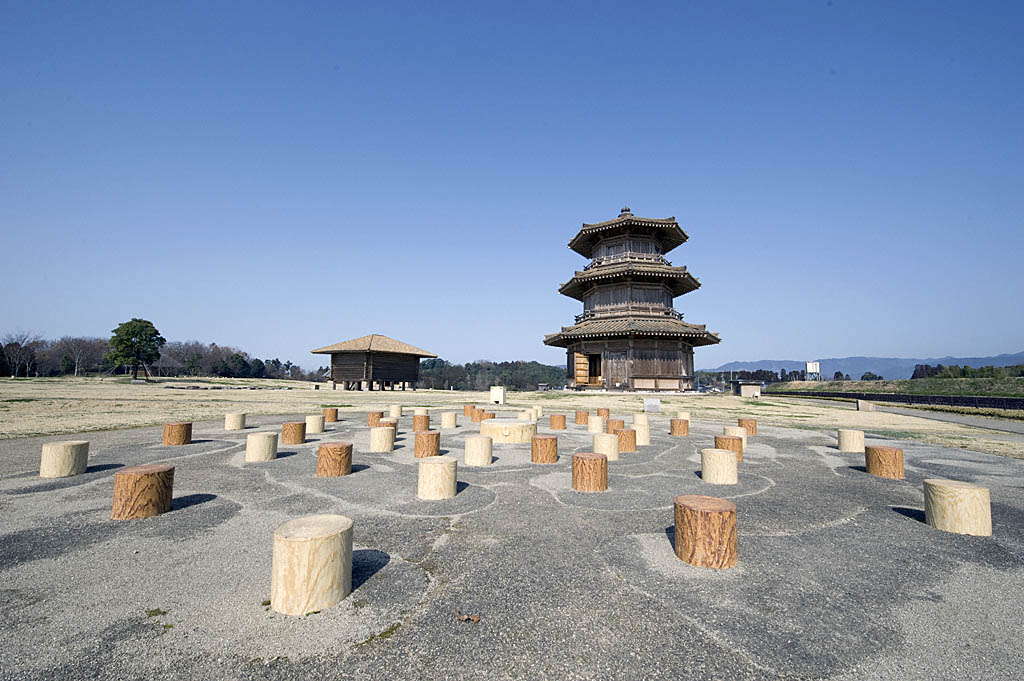
鞠智城跡
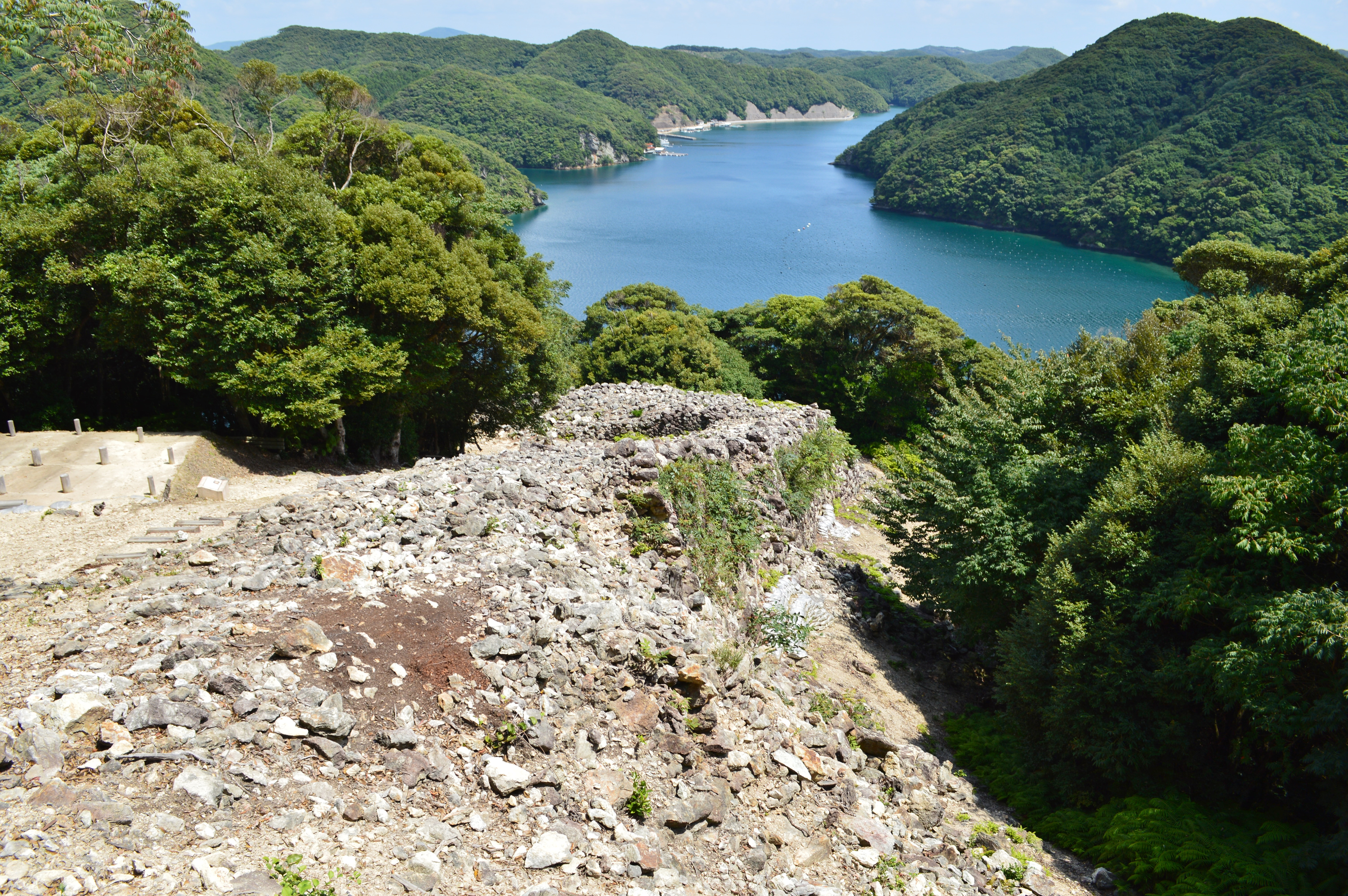
金田城跡
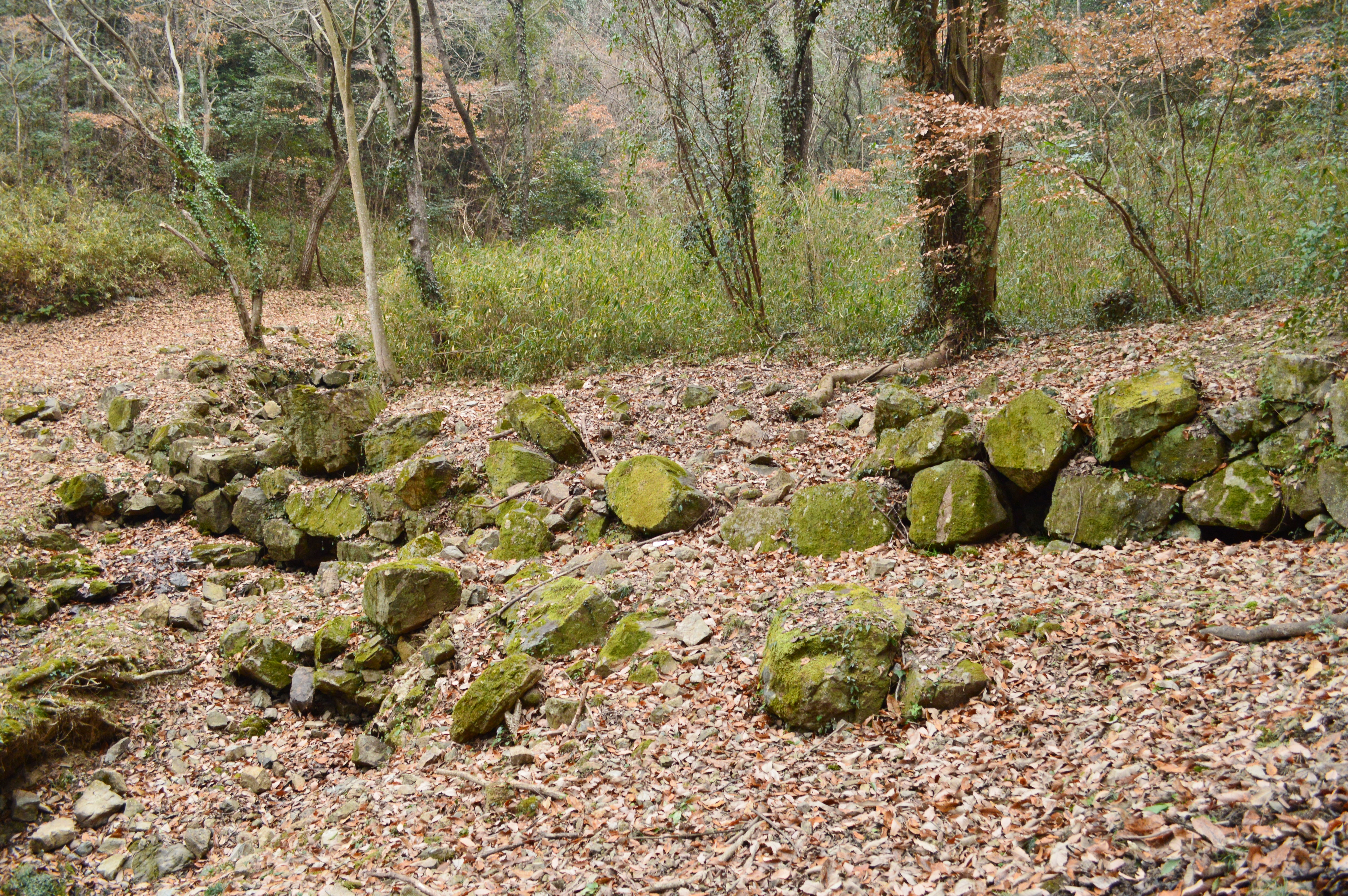
大廻小廻山城跡
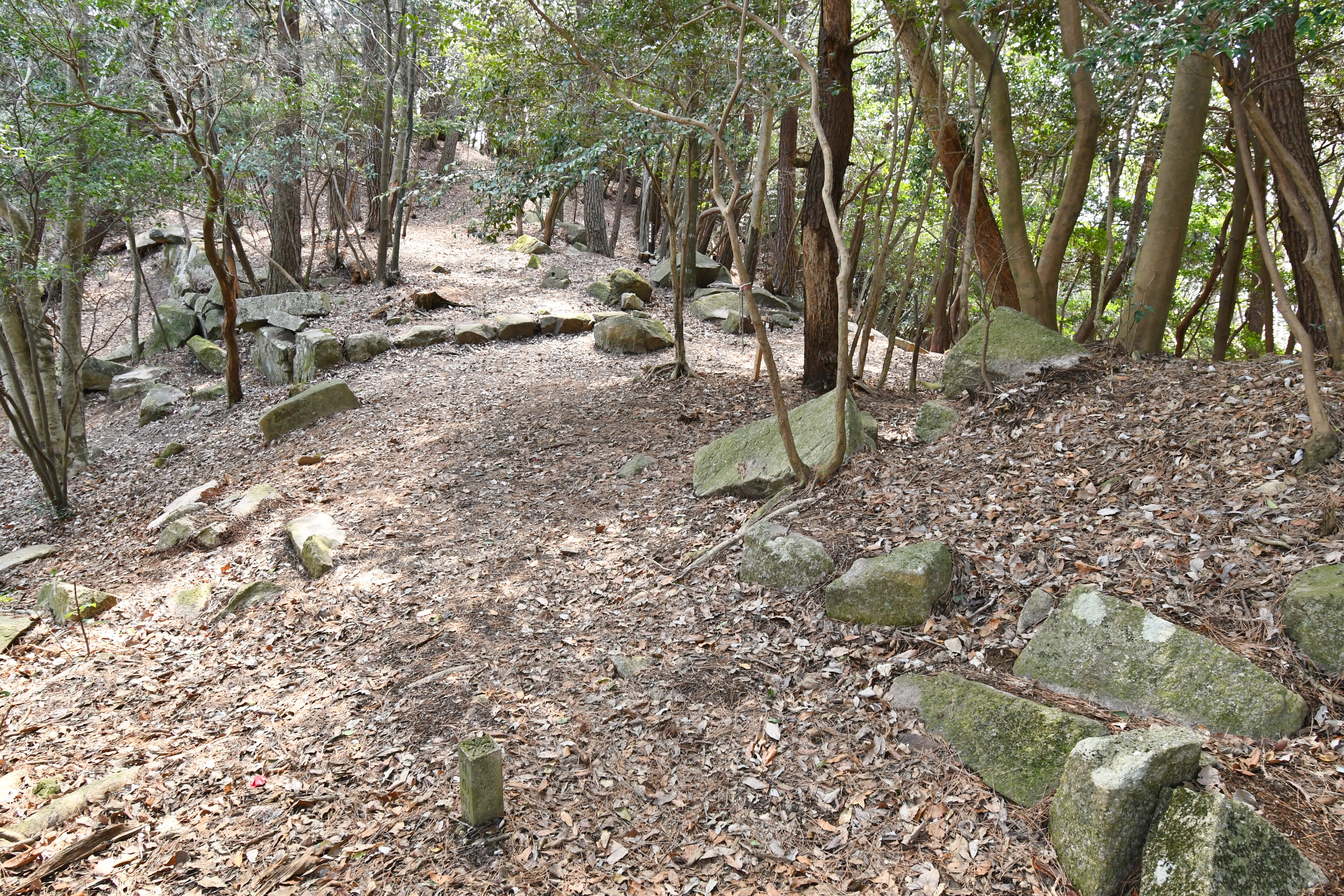
長者山城跡
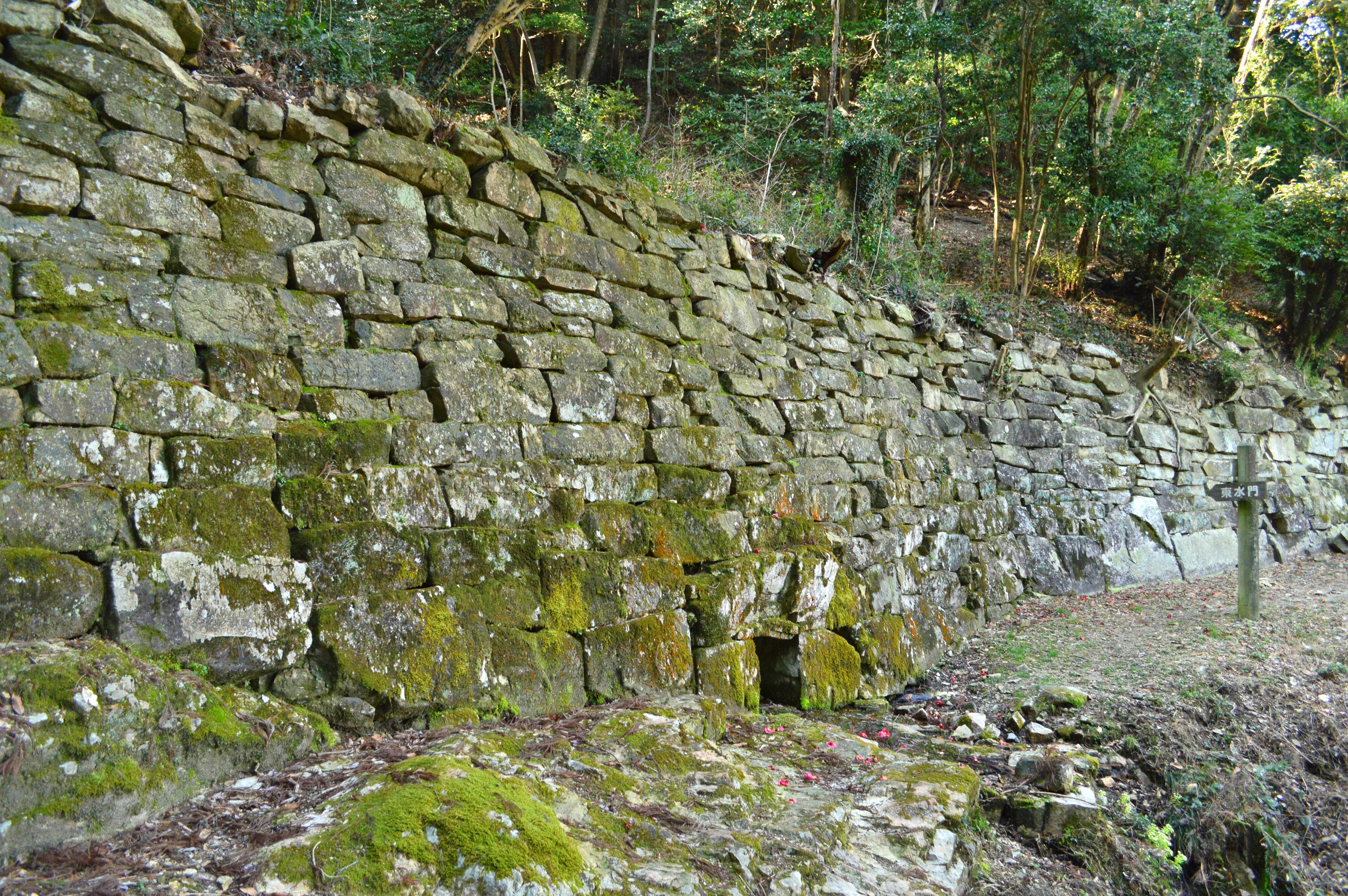
石城山城跡
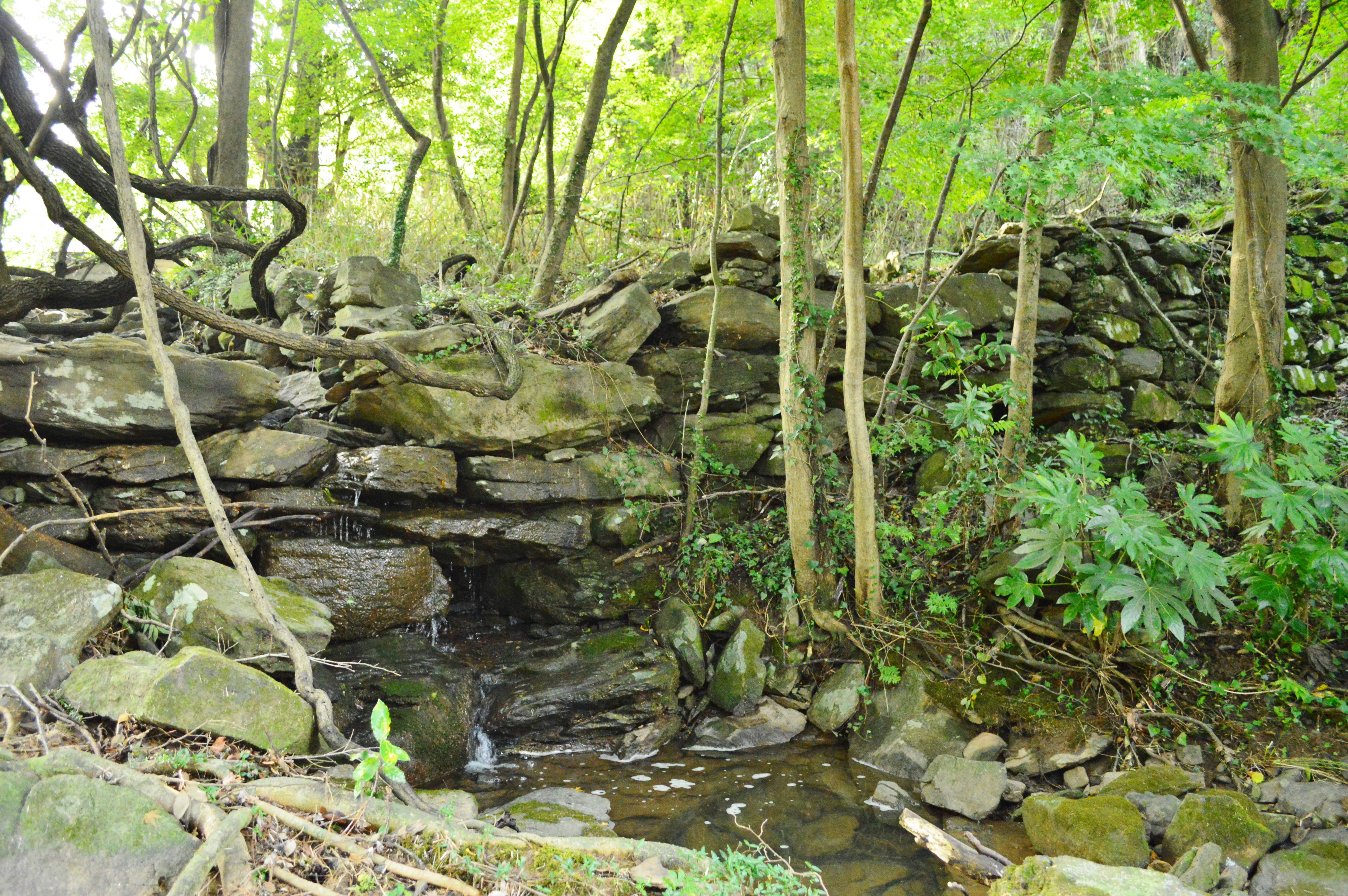
讃岐城山城跡
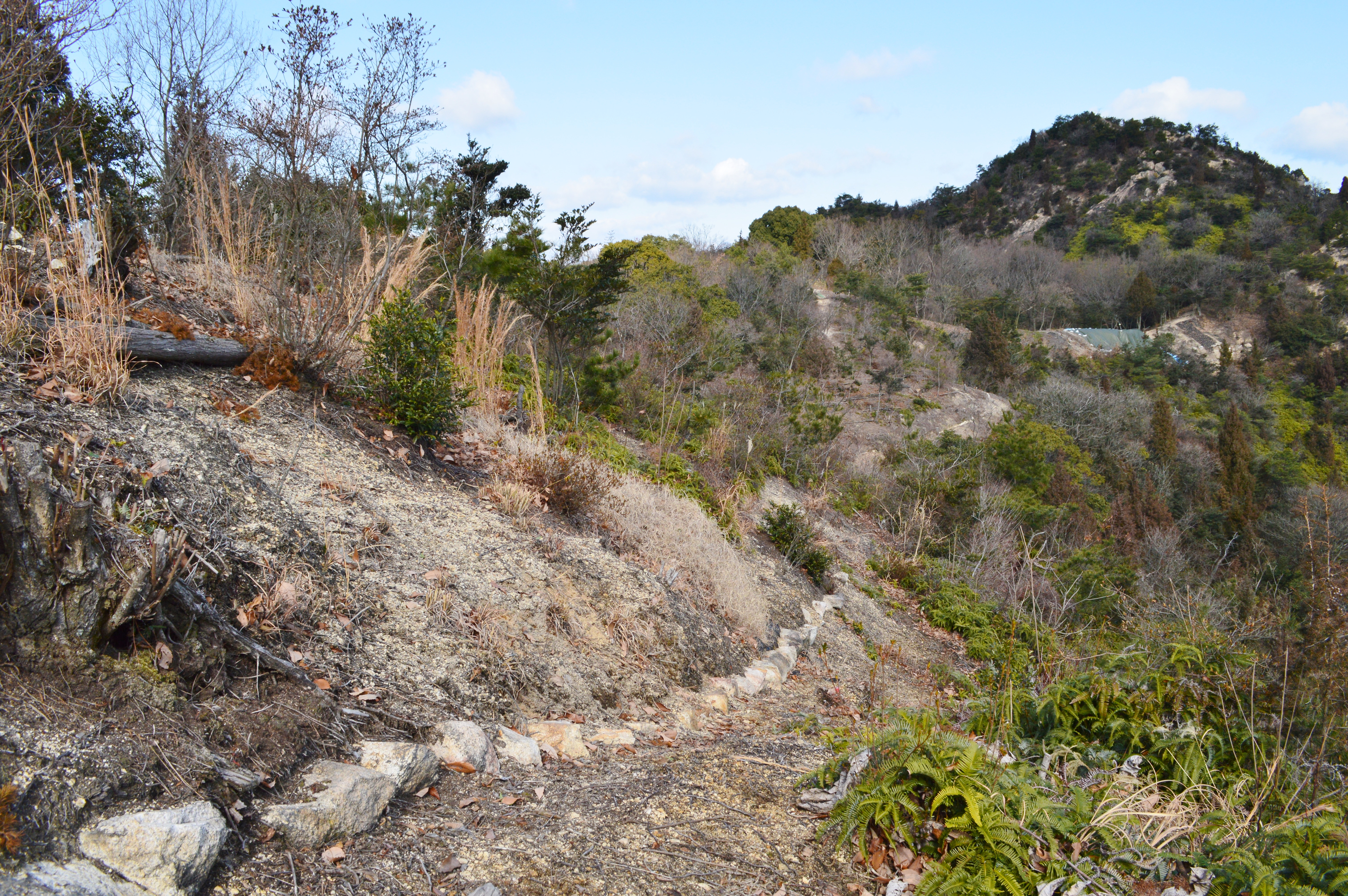
永納山城跡
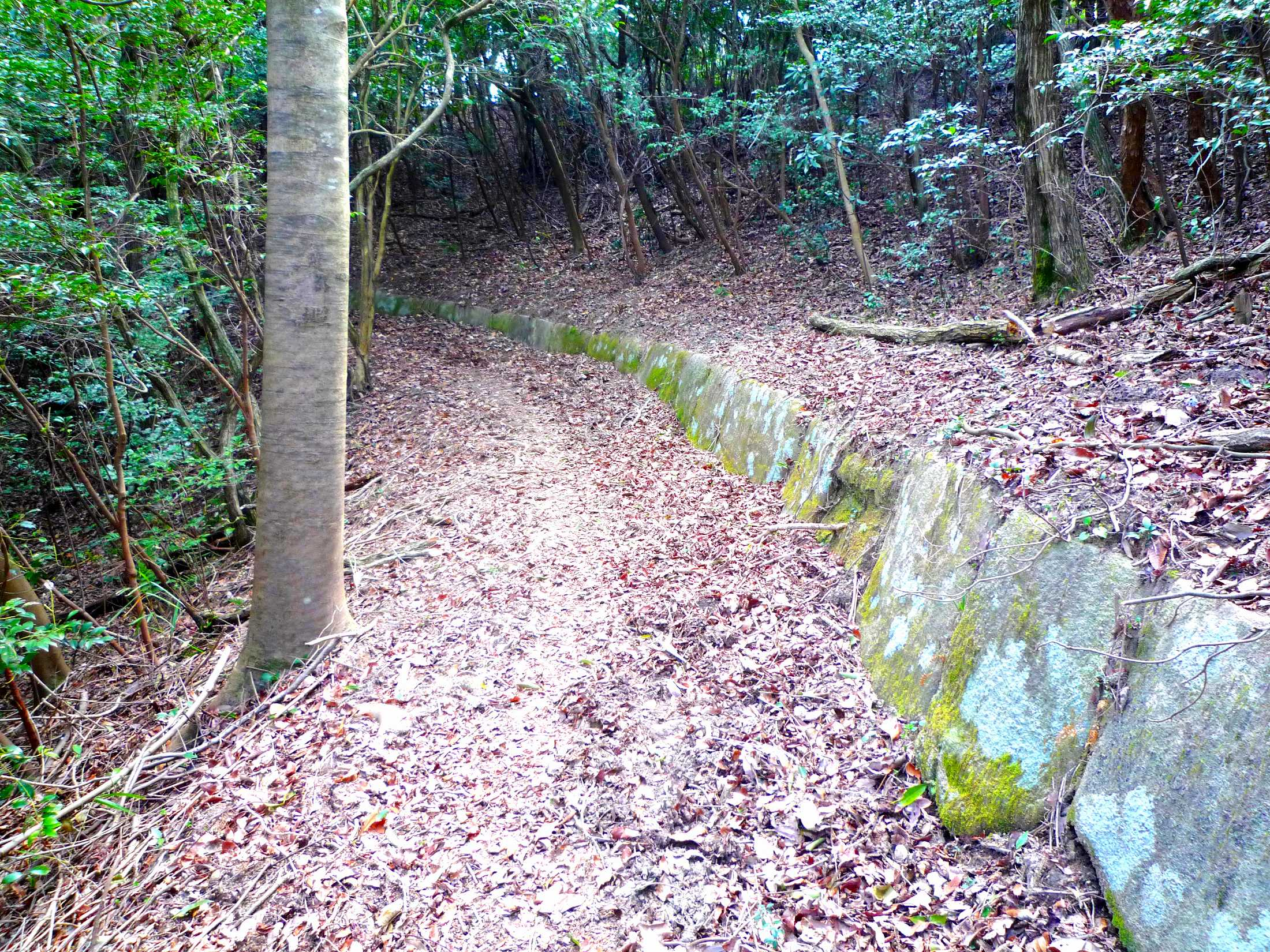
鹿毛馬城跡
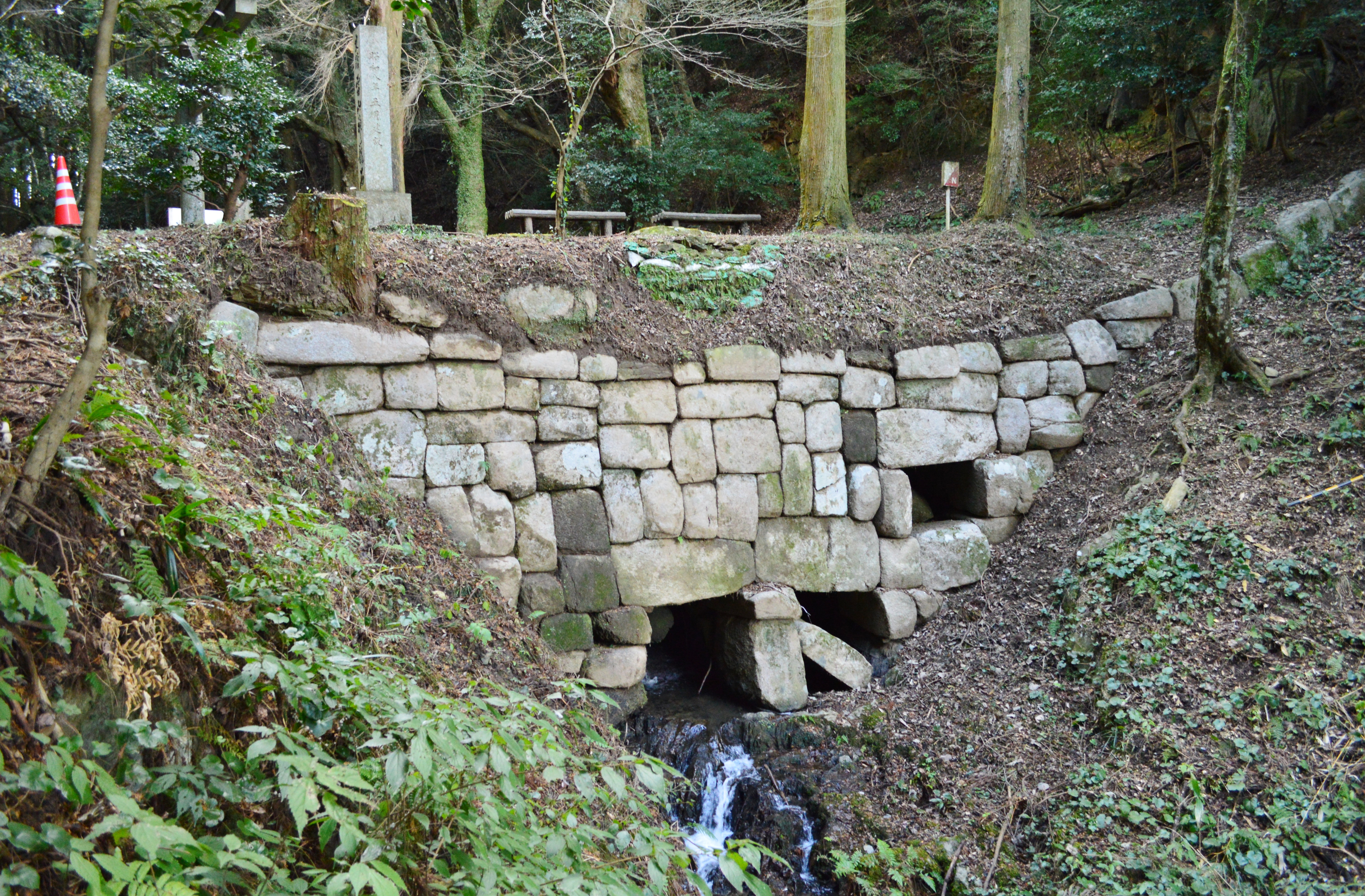
雷山城跡
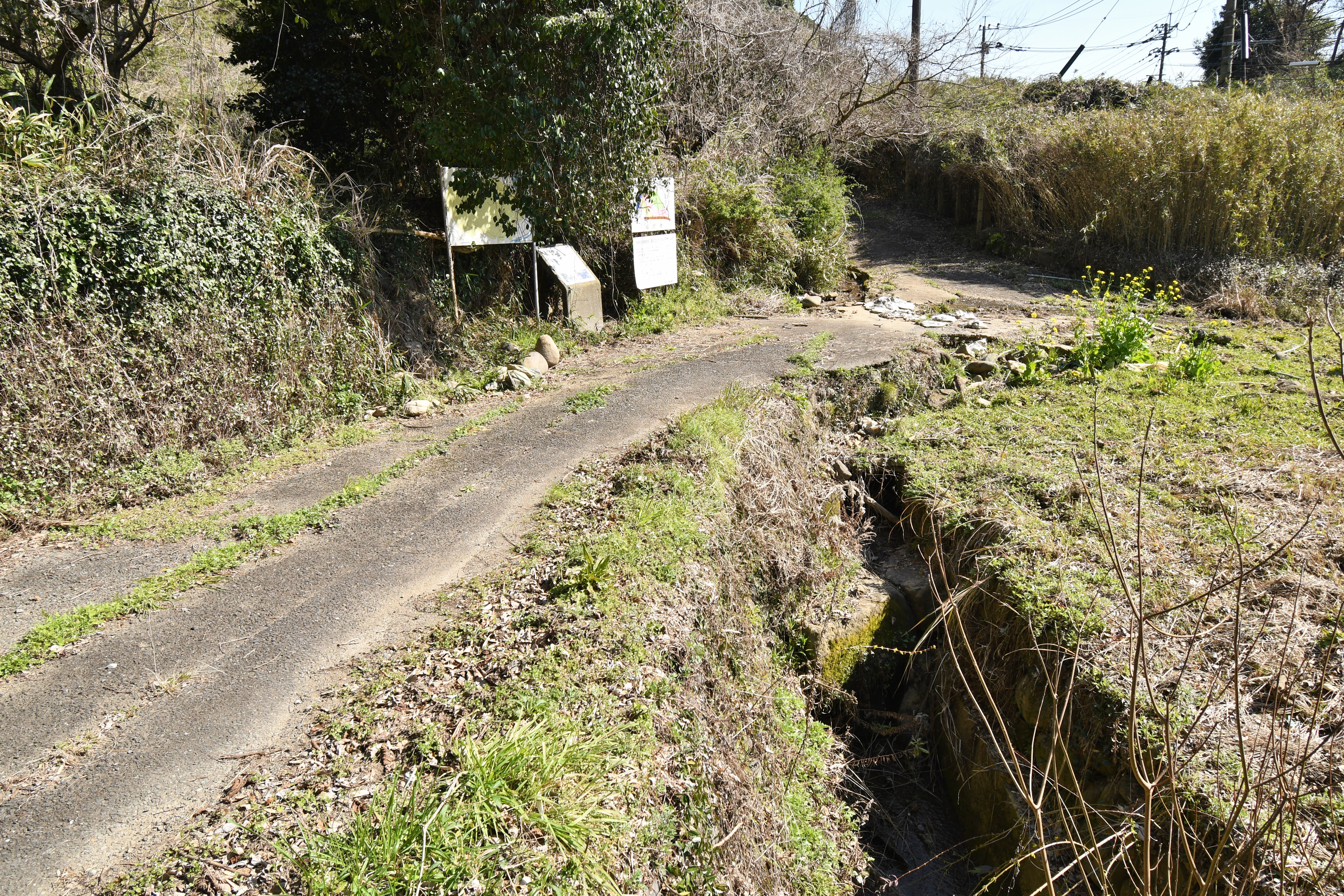
杷木城跡
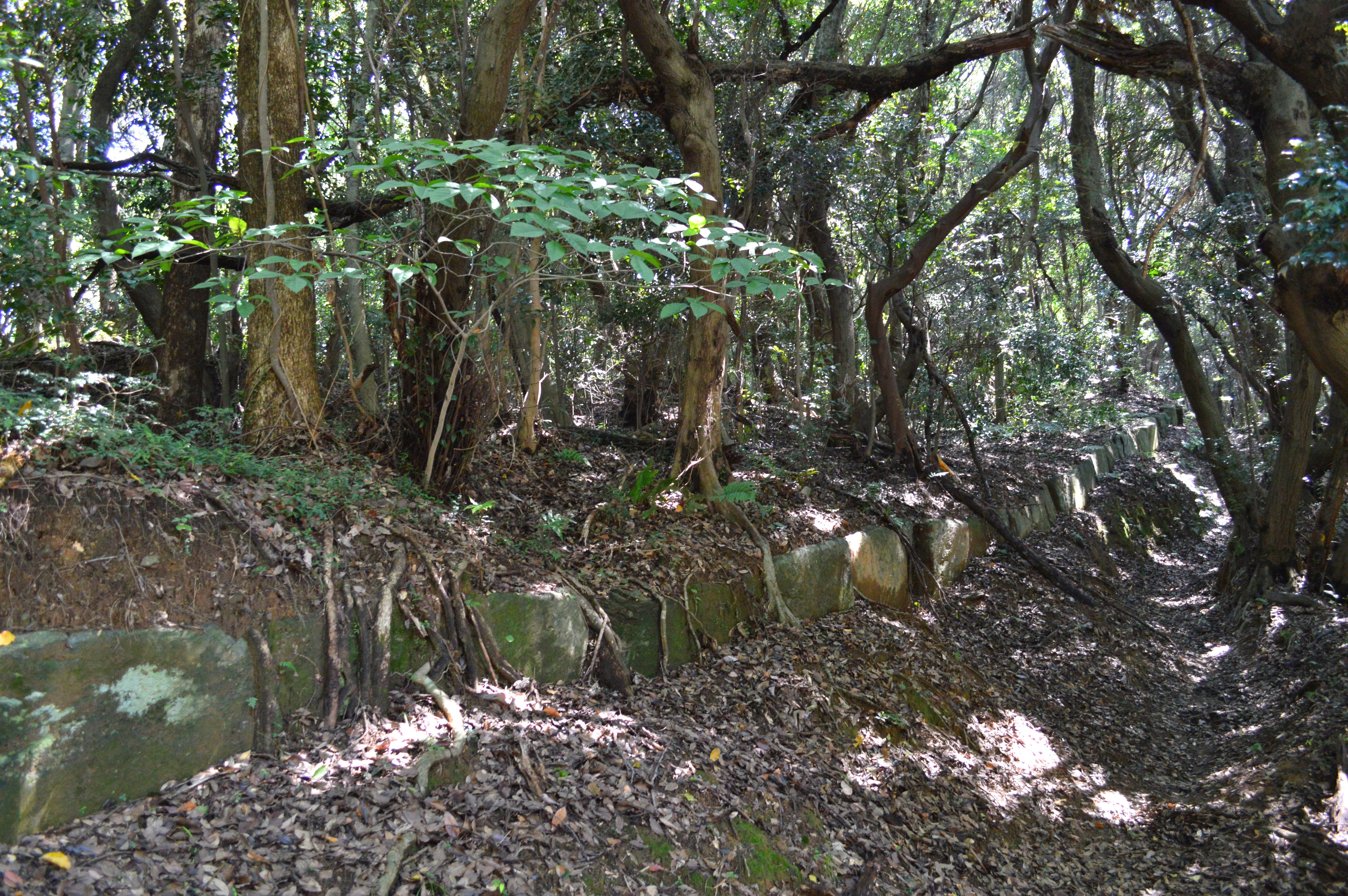
高良山城跡
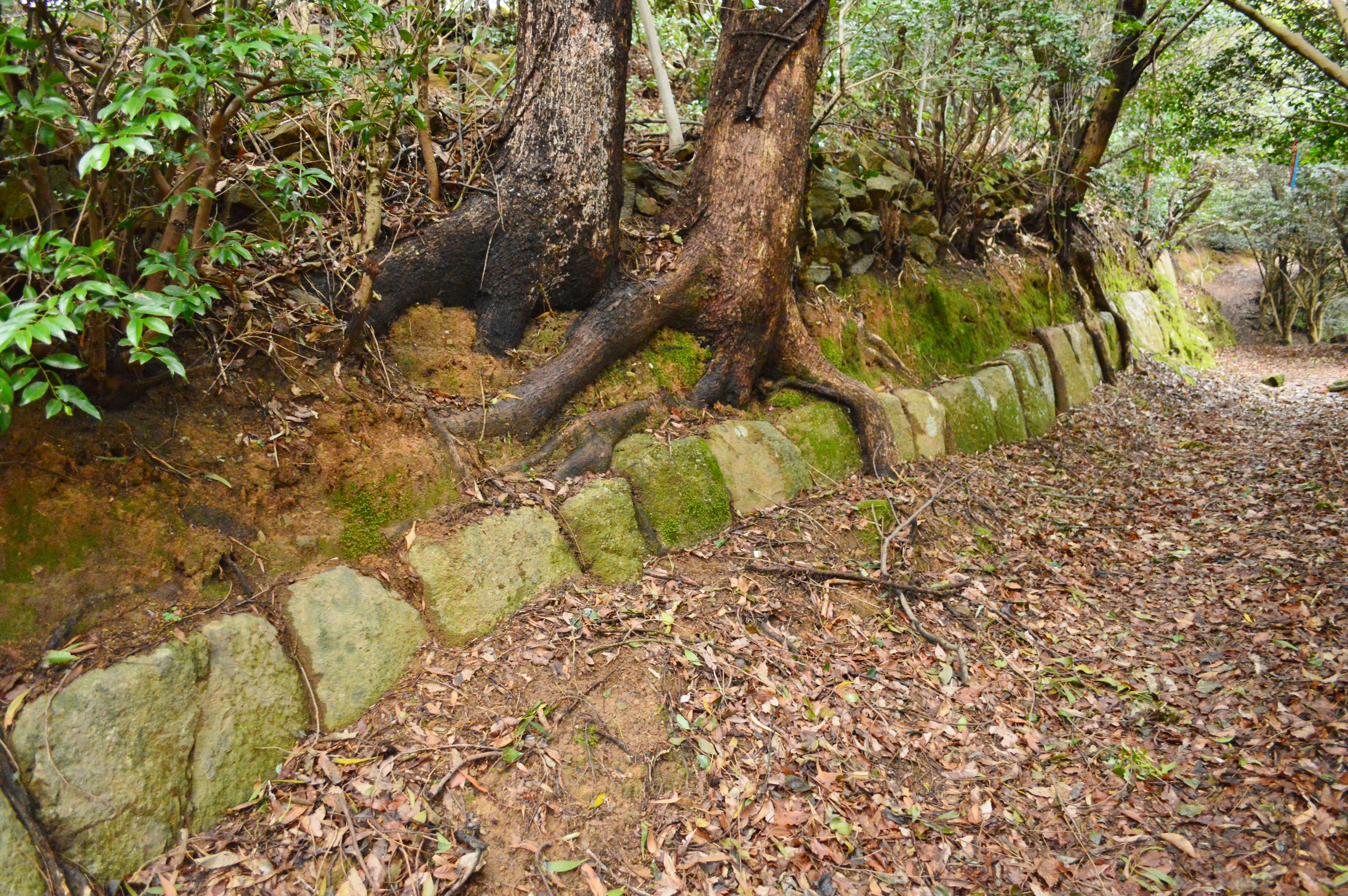
女山城跡
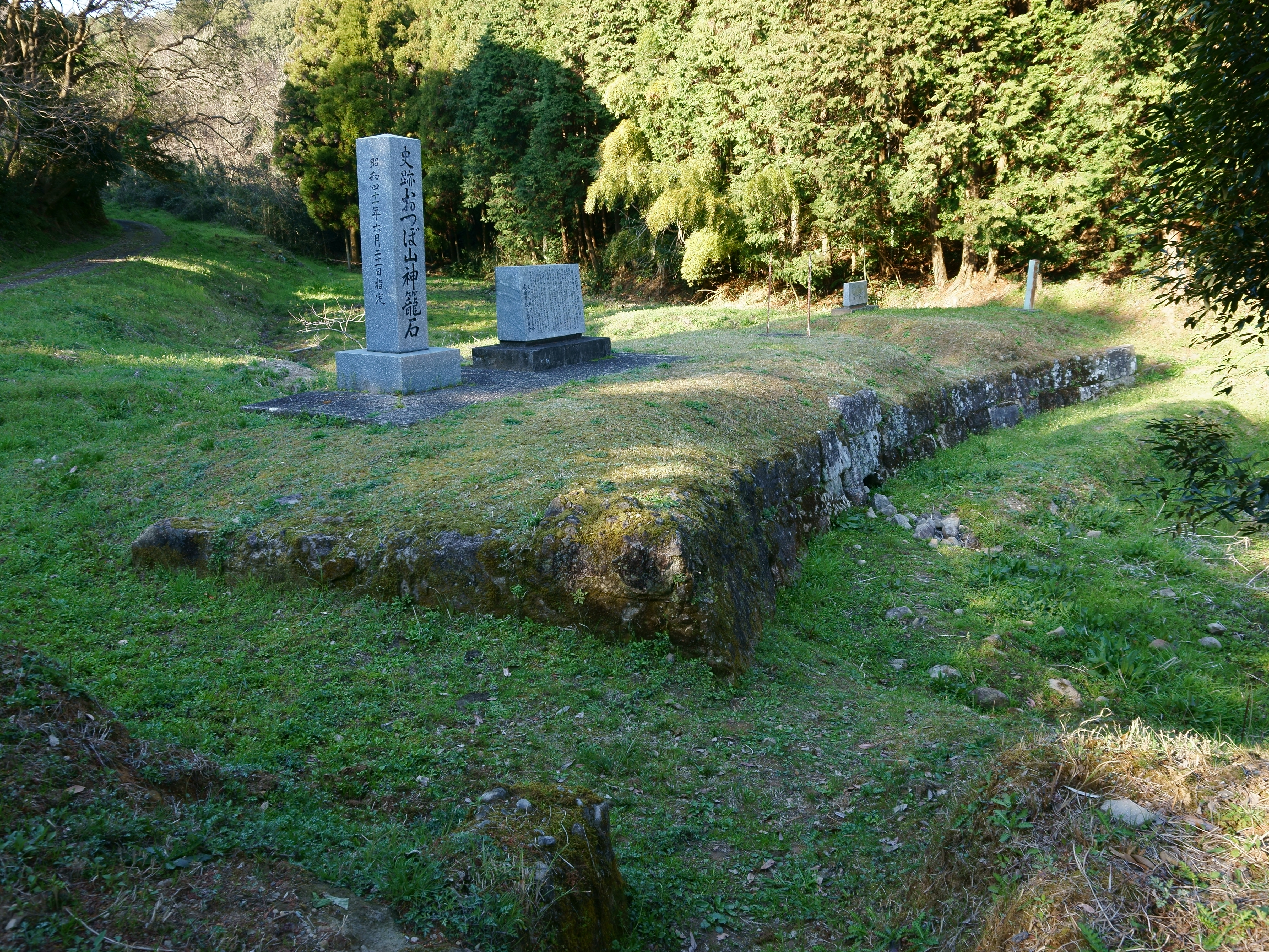
おつぼ山城跡

| 地方                                        | 国       | 名称                    | 所在地                                 | 座標                                     | 記事                                                                              | 史跡指定       | 史跡指定     | 史跡指定 | 文化庁 |
| 地方                                        | 国       | 名称                    | 所在地                                 | 座標                                     | 記事                                                                              | 名称           | 種別         | 年       | 文化庁 |
| ------------------------------------------- | -------- | ----------------------- | -------------------------------------- | ---------------------------------------- | --------------------------------------------------------------------------------- | -------------- | ------------ | -------- | ------ |
| 狭義の朝鮮式山城 / 天智紀山城（史書記載城） |          |                         |                                        |                                          |                                                                                   |                |              |          |        |
| 畿内                                        | 大和国   | 高安城                  | 奈良県生駒郡平群町 大阪府八尾市        | 北緯34度36分56.67秒 東経135度39分42.26秒 | 築城：天智天皇6年（667年） 修造：天智天皇8年（669年）ほか 廃城：大宝元年（701年） | なし           | なし         | なし     |        |
| 瀬戸内                                      | 備後国   | 茨城                    | （推定）広島県福山市                   |                                          | 廃城：養老3年（719年）                                                            | なし           | なし         | なし     |        |
| 瀬戸内                                      | 備後国   | 常城                    | （推定）広島県府中市                   |                                          | 廃城：養老3年（719年）                                                            | なし           | なし         | なし     |        |
| 瀬戸内                                      | 長門国   | 城名記載なし （長門城） | （推定）山口県下関市                   |                                          | 築城：天智天皇4年（665年） 築城：天智天皇9年（670年）                             | なし           | なし         | なし     |        |
| 瀬戸内                                      | 讃岐国   | 屋嶋城                  | 香川県高松市                           | 北緯34度22分23.18秒 東経134度5分52.28秒  | 廃城：天智天皇6年（667年）                                                        | 屋島           | 国の史跡     | 1934年   |        |
| 九州                                        | 筑前国   | 大野城                  | 福岡県太宰府市・大野城市・糟屋郡宇美町 | 北緯33度32分23.29秒 東経130度31分19.89秒 | 築城：天智天皇4年（665年） 修造：文武天皇2年（698年）                             | 大野城跡       | 国の特別史跡 | 1932年   |        |
| 九州                                        | 筑前国   | 基肄城                  | 佐賀県三養基郡基山町                   | 北緯33度26分39.34秒 東経130度30分36.23秒 | 築城：天智天皇4年（665年） 修造：文武天皇2年（698年）                             | 基肄（椽）城跡 | 国の特別史跡 | 1937年   |        |
| 九州                                        | 肥後国   | 鞠智城                  | 熊本県山鹿市・菊池市                   | 北緯33度0分10.49秒 東経130度47分0.73秒   | 修造：文武天皇2年（698年）                                                        | 鞠智城跡       | 国の史跡     | 2004年   |        |
| 九州                                        | 対馬国   | 金田城                  | 長崎県対馬市                           | 北緯34度18分2.91秒 東経129度16分24.29秒  | 築城：天智天皇6年（667年）                                                        | 金田城跡       | 国の特別史跡 | 1982年   |        |
| （不明）                                    | （不明） | 三野城                  | （不明）                               |                                          | 修理：文武天皇3年（699年）                                                        | なし           | なし         | なし     |        |
| （不明）                                    | （不明） | 稲積城                  | （不明）                               |                                          | 修理：文武天皇3年（699年）                                                        | なし           | なし         | なし     |        |
| 中国式山城（史書記載城）                    |          |                         |                                        |                                          |                                                                                   |                |              |          |        |
| 九州                                        | 筑前国   | 怡土城                  | 福岡県糸島市・福岡市                   | 北緯33度32分53.70秒 東経130度16分7.05秒  | 築城開始：天平勝宝8歳（756年） 完成：神護景雲2年（768年）                         | 怡土城跡       | 国の史跡     | 1938年   |        |
| 神籠石系山城 / 神籠石式山城（史書非記載城） |          |                         |                                        |                                          |                                                                                   |                |              |          |        |
| 瀬戸内                                      | 播磨国   | 播磨城山城              | 兵庫県たつの市                         | 北緯34度53分48.45秒 東経134度31分35.11秒 | （記載なし）                                                                      | なし           | なし         | なし     |        |
| 瀬戸内                                      | 備前国   | 大廻小廻山城            | 岡山県岡山市                           | 北緯34度43分24.99秒 東経134度1分19.32秒  | （記載なし）                                                                      | 大廻小廻山城跡 | 国の史跡     | 2005年   |        |
| 瀬戸内                                      | 備中国   | 鬼ノ城                  | 岡山県総社市                           | 北緯34度43分35.56秒 東経133度45分46.49秒 | （記載なし）                                                                      | 鬼城山         | 国の史跡     | 1986年   |        |
| 瀬戸内                                      | 安芸国   | 長者山城                | 広島県東広島市・広島市                 | 北緯34度27分22.62秒 東経132度36分10.46秒 | （記載なし）                                                                      | なし           | なし         | なし     |        |
| 瀬戸内                                      | 周防国   | 石城山城                | 山口県光市・熊毛郡田布施町             | 北緯33度59分14.52秒 東経132度2分26.57秒  | （記載なし）                                                                      | 石城山神籠石   | 国の史跡     | 1935年   |        |
| 瀬戸内                                      | 讃岐国   | 讃岐城山城              | 香川県坂出市・丸亀市                   | 北緯34度17分22.99秒 東経133度53分23.19秒 | （記載なし）                                                                      | 城山           | 国の史跡     | 1951年   |        |
| 瀬戸内                                      | 伊予国   | 永納山城                | 愛媛県西条市・今治市                   | 北緯33度58分40.30秒 東経133度3分21.25秒  | （記載なし）                                                                      | 永納山城跡     | 国の史跡     | 2005年   |        |
| 九州                                        | 筑前国   | 鹿毛馬城                | 福岡県飯塚市                           | 北緯33度40分35.49秒 東経130度44分8.54秒  | （記載なし）                                                                      | 鹿毛馬神籠石   | 国の史跡     | 1945年   |        |
| 九州                                        | 筑前国   | 雷山城                  | 福岡県糸島市                           | 北緯33度30分0.16秒 東経130度13分6.49秒   | （記載なし）                                                                      | 雷山神籠石     | 国の史跡     | 1932年   |        |
| 九州                                        | 筑前国   | 杷木城                  | 福岡県朝倉市                           | 北緯33度21分22.82秒 東経130度49分41.43秒 | （記載なし）                                                                      | 杷木神籠石     | 国の史跡     | 1972年   |        |
| 九州                                        | 筑前国   | 阿志岐山城              | 福岡県筑紫野市                         | 北緯33度29分36.97秒 東経130度33分47.28秒 | （記載なし）                                                                      | 阿志岐山城跡   | 国の史跡     | 2011年   |        |
| 九州                                        | 筑後国   | 高良山城                | 福岡県久留米市                         | 北緯33度17分52.41秒 東経130度34分28.61秒 | （記載なし）                                                                      | 高良山神籠石   | 国の史跡     | 1953年   |        |
| 九州                                        | 筑後国   | 女山城                  | 福岡県みやま市                         | 北緯33度9分47.90秒 東経130度31分8.32秒   | （記載なし）                                                                      | 女山神籠石     | 国の史跡     | 1953年   |        |
| 九州                                        | 豊前国   | 御所ヶ谷城              | 福岡県行橋市・京都郡みやこ町           | 北緯33度40分29.61秒 東経130度55分48.49秒 | （記載なし）                                                                      | 御所ヶ谷神籠石 | 国の史跡     | 1953年   |        |
| 九州                                        | 豊前国   | 唐原山城                | 福岡県築上郡上毛町                     | 北緯33度33分53.51秒 東経131度9分38.16秒  | （記載なし）                                                                      | 唐原山城跡     | 国の史跡     | 2005年   |        |
| 九州                                        | 肥前国   | 帯隈山城                | 佐賀県佐賀市・神埼市                   | 北緯33度20分8.68秒 東経130度20分4.05秒   | （記載なし）                                                                      | 帯隈山神籠石   | 国の史跡     | 1951年   |        |
| 九州                                        | 肥前国   | おつぼ山城              | 佐賀県武雄市                           | 北緯33度10分38.97秒 東経130度3分27.21秒  | （記載なし）                                                                      | おつぼ山神籠石 | 国の史跡     | 1966年   |        |
| その他（一説に古代山城）                    |          |                         |                                        |                                          |                                                                                   |                |              |          |        |
|                                             | 近江国   | 三尾城                  | （推定）滋賀県高島市                   |                                          | 天武天皇元年（672年）                                                             | なし           | なし         | なし     |        |

1. 1 2  三野城・稲積城の所在地は明らかでなく、博多湾岸の朝鮮式山城とする説（筑前国那珂郡美野駅・福岡県糸島市志摩稲留）、南九州の対隼人城柵とする説（日向国児湯郡三納郷・大隅国桑原郡稲積郷）がある。近年では、耳納山系に属する高良山城を三野城に比定する説も挙げられている (向井一雄 2017, pp. 167–177)。
2. ↑  三尾城は『日本書紀』の壬申の乱の記事に見える城で、近江大津宮の北方守備（対日本海ルート）として築かれた古代山城とする説がある（現在は所在地不明）（「三尾城」『日本歴史地名大系 25 滋賀県の地名』 平凡社、1983年）。

- 高安城跡
- 屋嶋城跡
- 基肄城跡
- 鞠智城跡
- 金田城跡
- 大廻小廻山城跡
- 長者山城跡
- 石城山城跡
- 讃岐城山城跡
- 永納山城跡
- 鹿毛馬城跡
- 雷山城跡
- 杷木城跡
- 高良山城跡
- 女山城跡
- おつぼ山城跡

## 年表
| 年月                         | 年月                         | 出来事                                                                         |
| ---------------------------- | ---------------------------- | ------------------------------------------------------------------------------ |
| 天智天皇2年（663年）8月      | 天智天皇2年（663年）8月      | <白村江の戦いで唐・新羅連合軍に倭軍敗北>                                       |
| 天智天皇3年（664年）         | 天智天皇3年（664年）         | 対馬・壱岐・筑紫などに防人・烽火を設置 筑紫に水城を築造                        |
| 天智天皇4年（665年）         | 8月                          | 長門に城を築造、筑紫に大野城・椽城を築造                                       |
| 天智天皇4年（665年）         | 9月                          | 唐使が筑紫に来着                                                               |
| 天智天皇5年（666年）         | 天智天皇5年（666年）         | <唐の高句麗遠征>                                                               |
| 天智天皇6年（667年）         | 3月                          | <近江大津宮遷都>                                                               |
| 天智天皇6年（667年）         | 11月                         | 大和国に高安城、讃岐国山田郡に屋嶋城、対馬国に金田城を築造                     |
| 天智天皇7年（668年）         | 天智天皇7年（668年）         | <唐により高句麗滅亡>                                                           |
| 天智天皇8年（669年）冬       | 天智天皇8年（669年）冬       | 高安城を修造、畿内の田租を収容                                                 |
| 天智天皇9年（670年）2月      | 天智天皇9年（670年）2月      | 高安城を修造、穀・塩を収容 長門に1城、筑紫に2城を築造（天智天皇4年条の重出か） |
| 天武天皇元年（672年）6月-7月 | 天武天皇元年（672年）6月-7月 | <壬申の乱>                                                                     |
| 天武天皇3年（674年）         | 天武天皇3年（674年）         | <唐の新羅出兵>                                                                 |
| 天武天皇4年（675年）2月      | 天武天皇4年（675年）2月      | 高安城行幸                                                                     |
| 天武天皇5年（676年）         | 天武天皇5年（676年）         | <新羅の半島統一>                                                               |
| 持統天皇3年（689年）10月     | 持統天皇3年（689年）10月     | 高安城行幸                                                                     |
| 持統天皇8年（694年）12月     | 持統天皇8年（694年）12月     | <藤原京遷都>                                                                   |
| 文武天皇2年（698年）         | 5月                          | 大野城・基肄城・鞠智城を修造                                                   |
| 文武天皇2年（698年）         | 8月                          | 高安城を修造                                                                   |
| 文武天皇3年（699年）         | 9月                          | 高安城を修造                                                                   |
| 文武天皇3年（699年）         | 12月                         | 三野城・稲積城を修造                                                           |
| 大宝元年（701年）8月         | 大宝元年（701年）8月         | 高安城を廃止                                                                   |
| 和銅3年（710年）3月          | 和銅3年（710年）3月          | <平城京遷都>                                                                   |
| 和銅5年（712年）1月          | 和銅5年（712年）1月          | 河内国高安の烽を廃止 高見の烽、大和国春日の烽を設置                            |
| 養老3年（719年）12月         | 養老3年（719年）12月         | 備後国安那郡の茨城、葦田郡の常城を廃止                                         |
| 天平勝宝8歳（756年）6月      | 天平勝宝8歳（756年）6月      | 怡土城の築城開始                                                               |
| 神護景雲2年（768年）2月      | 神護景雲2年（768年）2月      | 怡土城の完成                                                                   |